# Apipilulco
Apipilulco es una localidad del estado mexicano de Guerrero. Es parte del municipio de Cocula.

## Toponimia
El nombre «Apipilulco» proviene de los términos en náhuatl: atl, agua; pipilollo, amontonar; co, lugar. Su significado es «lugar donde se derrama el agua».

## Demografía
| Gráfica de evolución demográfica |
|                                  |

| Censo | Población |
| ----- | --------- |
| 1921  | 1 427     |
| 1930  | 1 137     |
| 1940  | 1 359     |
| 1950  | 2 227     |
| 1960  | 2 728     |
| 1970  | 3 271     |
| 1980  | 3 217     |
| 1990  | 3 33      |
| 2000  | 3 665     |
| 2010  | 2 344     |
| 2020  | 2 297     |